# Теменлъг
Теменлъг или Теменлък (на турски: İncesırt) е село в околия Малък Самоков, вилает Лозенград (Къркларели), Турция. Според оценки на Статистическия институт на Турция през 2018 г. населението на селото е 36 души.

## География
Селото се намира в историко–географската област Източна Тракия, на 25 км северозападно от Малък Самоков.

## История
Българското население на Теменлъг се изселва след Междусъюзническата война в 1913 година.